# Решетилівське килимарство

Килим «Родинне гніздо», 2013 рік

Решетилівське килимарство — килими з рослинним орнаментом, виконані вручну різнокольоровою шерстю чи шовком, традиційне ремесло для селища Решетилівка Полтавської області.  На килимах зображають квіти, дерева, птахів, букетів квітів, зображення птаха-пелікана. Пишна орнаментація рослинних і анімалістичних форм переважала в так званих панських килимах. З 2018 року — у переліку нематеріальної культурної спадщини України. 

## Технологія
Спочатку художник створює ескіз гобелена. Потім його збільшує до потрібних розмірів, створюючи художній рисунок. За ним і виготовляється виріб. Професійний майстер за восьмигодинний робочий день виготовляє десь 8-10 сантиметрів гобеленового полотна. Сировиною слугує вовна, льон та коноплі. Колись у Решетилівці розводили овець, з яких отримували високоякісну пряжу для килимів, порода не зберіглася. Сучасні килими виготовляються з імпортної пряжі.

## Школа та фабрика
У 1905 році в Решетилівц із ініціативи Полтавського губернського земства було засновано майстерню-школу як Решетилівський ткацький навчально-показовий пункт для виготовлення килимів. У 1922 році на її базі створено артіль художніх виробів. Згодом на базі артілі відкрили фабрику художніх виробів імені Клари Цеткін, що працювала до 2003 року. У 1970-х роках на фабриці працювали понад 450 майстрів-килимарів.У цехах виготовляли гобелени на замовлення, килими з рослинним і геометричним орнаментом, покривала, доріжки. На базі фабрики діяло Решетилівське професійно-технічне училище,  2002 року реорганізоване в Решетилівський художній професійний ліцей.
Після закриття фабрики у Решетилівці відроджувати традицію намагаються у майстерні художніх промислів «Соломія», Решетилівському художньому училищі та домашній майстерні родини Пілюгіних.

## Майстри
- Коляка Раїса Іванівна
- Бебко Антоніна Федорівна
- Михайло Марія Павлівна
- Товстуха Леонід Самійлович
- Дмитренко Наталія Євгенівна
- Пілюгіна Ольга Євгеніївна
- Шевчук Петро Петрович
- Бабенко Надія Несторівна

## Міжнародне визнання
Килимові вироби демонструвалися на виставках у Парижі (1925 р.) та Лейпцигу (1928 р.).
9-хвилинний документальний фільм «Решетилівські килими» 1977 року отримав Диплом Міжнародної виставки українського мистецтва в Лос-Анжелесі (1978).